# Popis dukljanskih vladara
- Sveti Vladimir, dukljanski knez
- Vojislav, utemeljitelj dinastije
- Bodin, kralj dukljanski

- Silvester, knez Duklje, Travunije i Zahumlja tijekom 9. stoljeća
- Tuđemir, sin Silvestera, knez Duklje, Travunije i Zahumlja tijekom desetog stoljeća
- Hvalimir, sin Tuđemira, knez Duklje, Travunije i Zahumlja tijekom desetog stoljeća
- Petar, prvi crnogorski povijesni vladar, imao titulu arhonta. O arhontu Petru postoji pečat, pronađen koncem 19. st. Na njemu je, na grč., napisano: Petar Arhont Duklje Amin (+ ПЕТР АРХОNТ С ДИОКΛIA AМIN). U crnogorskoj povjesnici ne postoji suglasnost je li Petar vladao Dukljom u 9. ili 10. st., ni oko toga je li je on otac Vladimira, dukljanskoga vladara i prvog crnogorskog sveca. Ljetopis popa Dukljanina navodi kako se otac Vladimira zvao Petrislav..
- Sveti Vladimir (rođen oko 970. - Prespa, Makedonija, 1016.), dukljanski knez, prvotni crnogorski svetac, poznat u literaturi i kao Sveti Jovan Vladimir (hrvatski, Ivan).
- Vojislav, dukljanski knez, Sveti Vladimir mu je bio stric ili brat od strica, vladao od 1018. do 1043., osamostalio Duklju, 1042. pobijedio kombiniranu bizantsku vojsku. Utemeljitelj dinastije Vojislavljevića.
- Neda, nećaka bugarskoga cara Samuila je bila žena kneza Vojislava. Nakon njegove smrti 1043. vladala sa sinovima kao "kraljica". Umrla je vjerojatno 1045. godine.
- Mihailo, prvotni dukljanski kralj, vladao od 1046. do 1081., dobio kraljevske oznake od pape Grgura VII. najkasnije 1078. godine.
- Jakvinta, kraljica Duklje od 1081. do 1082. godine
- Bodin, dukljanski kralj, vladao od 1082. do 1108. godine, za njegovoga doba Dukljansko kraljevstvo bilo je na vrhuncu.
- Mihailo II., dukljanski kralj, naslijedio oca Bodina nakon njegove smrti 1108. godine, no ubrzo je bio svrgnut.
- Dobroslav, dukljanski kralj, sin Mihaila i polubrat Bodina, voljom je naroda izabran za kralja, no ubrzo je postao žrtva urote koju je ispleo raški župan Vukan koji ga je zatvorio. Pustio ga je na slobodu, ali je Dobroslava, njegov nasljednik na dukljanskom prijestolju kralj Vladimir, oslijepio. Umro je Dobroslav u samostanu Sv. Srđa i Vakha pokraje rijeke Bojane.
- Vladimir, dukljanski kralj, unuk Mihaila, surađivao s raškim županom Vukanom i bio eksponent raške struje u Duklji o kojoj izvještava i Ljetopis popa Dukljanina. Otrovan je 1118. po naređenju Bodinove žene kraljice Jakvinte.
- Đuro, u dva navrata dukljanski kralj, najprije uz prekide od 1113. do 1118. a onda u razdoblju od 1125. do 1131. godine. Sin Bodinov. Sa svojom majkom Jakvintom je pokušao obnoviti slavu i nezavisnost Bodinove države. No, Bizant je iskoristio unutarnje borbe, pa su uz potporu unutarnjih neprijatelja i Srba poduzeli vojni napad na Duklju, zauzeli prijestonicu Skadar, uhitili Đuru i odveli u Carigrad gdje je i umro.
- Grubeša, dukljanski kralj, sin kneza Branislava, vladao od 1118. do 1125. kao bizantski vazal, te ratovao protiv kralja Đorđa, u jednom takvom boju i poginuo.
- Gradihna (Gradinja), dukljanski kralj, vladao od 1131. do 1141. godine, sin kneza Branislava, za kralja postavljen kao bizantski vazal. Ljetopis popa Dukljanina opisuje kako je bio Gradihna "blag, krotak, milosrdan, zaštitnik udovica i siročadi". Moć je Dukljanskoga kraljevstva za njegova doba već bila na izmaku.
- Radoslav, dukljanski knez, vladao od 1142. do oko 1163. godine. Naslijedio prijestolje do svoga oca kralja Gradihne, no za razliku od njega i svih ostalih Vojislavljevića od doba Mihaila, Radoslav nije nosio titulu kralja, što bjelodano svjedoči o dezintegraciji moći Dukljanskoga kraljevstva. Skupa sa svojom braćom Jovanom i Vladimirom pokušao je Radoslav se suprotstaviti svojim unutarnjim prosrpski orijentiranim neprijateljima i organizirati oružani otpor napadima koje je poticao raški župan. No, u tome nisu imali uspjeha.
- Mihailo III., sin i nasljednik kneza Radoslava, na dukljanskom prijestolju od 1163. do 1186. godine. Mihailo III. potporu da se pred navalom Srba čiji je predvoditelj bio Stefan Nemanja, pokušao pronaći u Bizantu. Do 1186. to mu je donekle i polazilo za rukom, no te je godine Nemanja potpuno pokorio dukljansku državu i razrušio, osim Kotora, sve dukljanske gradove.